# Mark Fisher
Mark Fisher (11 de julho 1968 – 13 de janeiro de 2017), conhecido pelo seu blog "k-punk", foi um pensador britânico que atuou como escritor, crítico, teórico cultural, filósofo marxista e professor no Departamento de Cultura Visual em Goldsmiths, Universidade de Londres. Passou a ser reconhecido por meio de seu blog k-punk no começo dos anos 2000, e ficou conhecido por seus escritos sobre política, música e cultura popular.
Fisher publicou diversos livros, incluindo o sucesso inesperado Capitalist Realism: Is There No Alternative? (2009, Zero Books, lançado em 2020 em português pela Autonomia Literária), e contribuiu para publicações com a revistas The Wire, Fact, New Statesman e Sight & Sound. Foi também co-fundador do selo editorial Zero Books, e depois da editora Repeater Books. 

### Educação e juventude
Durante sua juventude, Mark Fisher teve sua formação influenciada pelo jornalismo musical da era pós-punk do final dos anos 70, especialmente por publicações como NME, a qual combinava música com política, cinema, e ficção. Recebeu seu bacharel em Artes em Língua Inglesa e Filosofia na Hull University (1989) e obteve um PhD na Universidade de Warwick em 1999 com a tese Flatline Constructs: Gothic Materialism and Cybernetic Theory-Fiction. Nessa mesma época, Fisher foi um dos fundadores do coletivo interdisciplinar conhecido como Cybernetic Culture Research Unit (CCRU), que foi associado à teoria política do aceleracionismo e com a obra de filósofos como Sadie Plant e Nick Land. Lá ele tornou-se amigo e influenciou Kode9, que depois veio a fundar a gravadora Hyperdub. No início dos anos 90, ele também fez parte da banda techno D-Generation, publicando o EP Entropy in the UK.
Após um período ensinando em um outra faculdade como professor de filosofia, Mark deu início ao seu blog k-punk em 2003, que foi considerado como "um dos blogs de teoria cultural de maior sucesso." O período em que Fisher tornou-se conhecido pelo seu blog também é denominado como blogosfera. O crítico cultural Simon Reynolds descreveu o blog como "uma 'revista de um homem só' superior a maioria das revistas britânicas" e como o ponto de encontro de uma  "constelação de blogs" onde cultura popular, música, cinema, política e teoria crítica abstrata eram discutidas uma após a outra por jornalistas, filósofos, amigos e colegas. A revista Vice futuramente veio a descrever seus escritos como "lúcidos e reveladores, pegando a literatura, a música e o cinema com os quais somos familiares e sem esforço algum expondo seus segredos internos." Fisher também foi o co-fundador junto de Matt Ingram do fórum de discussões Dissensus.

### Carreira
Posteriormente, Fisher tornou-se professor-visitante e docente em Cultura Visual e Auditiva em Goldsmiths College, editor comissionado na Zer0 books, membro do conselho editorial da Interference: A Journal of Audio Culture e na série de realismo especulativo da Edinburgh University Press, editor adjunto temporário na revista The Wire. Em 2009, Fisher editou The Resistible Demise of Michael Jackson, uma coletânea de ensaios críticos sobre a carreira e morte de Michael Jackson, e publicou  Capitalist Realism: Is There No Alternative?, uma análise dos efeitos ideológicos do neoliberalismo na cultura contemporânea, em uma minuciosa análise de seus principais slogans, diminuição da distância entre o público e o privado e o controle do tempo dos indivíduos através da tecnologia. Ele foi um dos primeiros críticos da cultura de cancelamento em 2013 publicou controverso ensaio Deixando o Castelo dos Vampiros. Fisher argumentou que a cultura do cancelamento criava um ambiente em que "a solidariedade era impossível, mas a culpa e a vergonha eram onipresentes". Fisher também argumentou que a cultura do cancelamento reduzia toda questão política a criticar o comportamento de indivíduos, em vez de lidar com os ditos problemas através da ação coletiva. Em 2014, Fisher publicou Ghosts of My Life: Writings on Depression, Hauntology and Lost Futures, uma coletânea de ensaios com temas similares vistos sobre a perspectiva da música, cinema e rondologia. Ele também contribuia de vez em quando para diversas publicações incluindo Fact e The Wire. Em 2016, Fisher co-editou uma antologia crítica sobre a era pós-punk com Kodwo Eshun e Gavin Butt com o título de Post-Punk Then and Now, publicada pela Repeater Books.

### Morte
Mark Fisher morreu em 13 de Janeiro de 2017, aos 48 anos, logo após publicar o seu último livro The Weird and the Eerie (2017). Sua esposa confirmou que Mark tirou sua própria vida. Sua luta contra a depressão era discutida por ele mesmo em seus artigos e em seu Capitalist Realism, onde ele argumenta que "a pandemia da angústia mental que aflinge nossa era não pode ser devidamente entendida, ou curada, se vista como um problema privado por indivíduos defeitosos."
Logo antes de sua morte, Fisher disse estar planejando um novo livro chamado Acid Communism, e trechos da obra foram publicadas de uma antologia sobre Mark Fisher chamada k-punk: The Collected and Unpublished Writings of Mark Fisher (2004–2016), publicado pela Repeater Books em novembro de 2018.

## Obra

### Capitalist Realism
No final dos anos 2000, Mark Fisher reaproveitou o termo "realismo capitalista", inspirado por um movimento artístico da Alemanha oriental dos anos 60 condudizo por Gerhard Richter e Sigmar Polke, para descrever "o sentimento generalizado de que o capitalismo não só era o único sistema político e financeiro possível, mas que também era impossível de imaginar uma alternativa coerente". Ele aprofundou o conceito em seu livro de 2009 Capitalist Realism: Is There No Alternative?, argumentando que o termo melhor se encaixa para descrever o contexto ideológico desde a queda da  União Soviética, onde a lógica capitalista acabou delineando os limites da vida política e social, com efeitos significantes na educação, transtornos mentais, cultura pop e métodos de resistência. O resultado é uma situação em que se é “mais fácil de imaginar o fim do mundo do que o fim do capitalismo” Fisher escreve:
Eu entendo o realismo capitalista como algo que não pode ser à arte ou ao método quasi-propagandístico em que a publicidade funciona. É mais parecido com uma atmosfera pervasiva, condicionando não só a produção da cultura mas também a regulação do trabalho e da educação, e agindo como uma espécie de barreira invisível restringindo o pensamento e a ação.
Como um conceito filosófico, o realismo capitalista foi influenciado pela concepção Althusseriana de ideologia, como também a obra de Fredric Jameson e de Slavoj Žižek. Fisher propõe que dentro de um contexto capitalista não há espaço para conceber formas alternativas de estruturas sociais, dizendo ainda que gerações mais novas sequer estão preocupadas em reconhecer alternativas.  Ele propõe que a crise financeira de 2008 reafirmou o argumento; que em vez de catalisar o desejo por buscar alternativas ao modelo existente, a resposta para a crise reforçou a noção de que se deve fazer ajustes dentro do sistema vigente. Fisher argumenta que o realismo capitalista disseminou uma ‘ontologia dos negócios’, que conclui que tudo deve ser gerenciado como se fosse um negócio, incluindo a educação e a assistência médica.
Após a publicação da obra de Fisher, o termo começou a ser usado por outros críticos literários.

### Rondologia
Fisher popularizou o uso do conceito de rondologia [hauntology] inspirado por Jacques Derrida para descrever o sentimento pervasivo onde a cultura contemporânea é rondada pelo espectro dos “futuros perdidos” da modernidade que não conseguiram se estabelecer ou foram cancelados pela pós-modernidade e pelo neoliberalismo. Fisher, junto de outros autores, se atentaram avanço em direção às economias pós-fordistas do final dos anos 70, em que ele argumenta que “gradualmente e sistematicamente negaram à artistas os recursos necessários para produzir o novo”. Diferente da nostalgia e do pastiche irônico da cultura pós-modernista, Fisher definiu a arte rondológica como uma maneira de explorar esses impasses e representar “a recusa de desistir do desejo pelo futuro”. Discutindo sobre a relevância política do conceito, Fisher escreveu: 
Em tempos de reação política e restauração, em que a inovação cultural se estagnou e ainda por cima retrocedeu, em que o “poder… opera de maneira tanto preditivamente quanto retrospectivamente” (Eshun 2003: 289), uma das funções da rondologia é continuar insistindo que há futuros além do tempo terminal da pós-modernidade. Quando o presente desiste do futuro, temos que ouvir as relíquias do futuro nos potenciais não ativados do passado.
 A rondologia foi então descrita como “ansiar por um futuro que nunca chegou”, que se manifesta proeminentemente nessas disjunções históricas e ontológicas.  O livro de Fisher lançado em 2014, “Ghosts of My Life” examina essas ideias atráves de fontes culturais, como a música de artistas como Burial, Joy Division, e da gravadora Ghost Box, séries de TV como Sapphire & Steel, os filmes de Stanley Kubrick e Christopher Nolan, e os romances de  David Peace e John le Carré.

### The Weird and the Eerie
O livro escrito por Fisher e lançado postumamente, The Weird and the Eerie explora os conceitos do título de "do estranho" e "do sinistro" através de várias obras de arte, definindo os conceitos de modos de narrativa radical ou momentos de “choque transcendental” onde a obra decentraliza o sujeito humano e desnaturaliza a realidade social, explorando as forças arbitrárias que lhe dá forma. Resumindo as designações de Fisher, Yohann Koshy afirma que “a estranheza situa-se na beira entre os mundos; o sinistro irradia das ruínas dos mundos perdidos". O livro inclui uma discussão sobre ficção científica e terror, como H.P. Lovecraft, o livro de 1967 Picnic at Hanging Rock, e Philip K. Dick; filmes como Império dos Sonhos (2006), de David Lynch, Sob a pele (2013), de Jonathan Glazer; e a música de bandas britânicas de pós-punk como The Fall e do artista de música ambiente Brian Eno.

### Publicações no Brasil
- Realismo Capitalista: É mais fácil imaginar o fim do mundo do que o fim do capitalismo? São Paulo: Autonomia Literária, 2020.[36]
- Fantasmas da minha vida: Escritos sobre depressão, assombrologia e futuros perdidos. São Paulo: Autonomia Literária, 2022. [37]